# 전진로
전진로(全鎭路, Jeonjin-ro)는 전북특별자치도 전주시 덕진구 산정동 우아네거리와 진안군 진안읍 구룡리 구룡 교차로를 잇는 전북특별자치도의 도로이다. 전주와 진안을 잇는 도로이기 때문에 전주의 '전'자와 진안의 '진'자를 따서 명명되었다. 전 구간 국도 제26호선에 속한다.

## 연혁
- 1972년 12월 28일 : 노선 개량으로 인해 완주군 소양면 화심리 ~ 진안군 부귀면 신정리 13.3km 구간을 9.155km 로 도로구역 변경[1]
- 1997년 12월 19일 : 진안우회도로(진안군 진안읍 군하리 ~ 구룡리) 2.83km 구간 개통[2]
- 1998년 1월 31일 : 전주 ~ 소양간 도로(전주시 덕진구 우아동 ~ 완주군 소양면 화심리) 11.13km 구간 개통[3]
- 1999년 1월 22일 : 소양 ~ 부귀간 도로(완주군 소양면 화심리 ~ 진안군 부귀면 신정리) 14.646km 구간 확장 개통[4]
- 2009년 7월 10일 : 2개 이상 시·군에 걸쳐 있는 도로로 전진로를 고시[5]
- 2019년 11월 5일 : 전주시 덕진구 산정동 406m 구간 확장 개통[6]

## 주요 경유지
전북특별자치도
- 전주시 덕진구 (산정동 · 금상동) - 완주군 소양면 - 진안군 (부귀면 · 진안읍)

## 노선
| 이름                            | 접속 노선                                                      | 소재지                                                              | 소재지                           | 비고                                                            |
| ------------------------------- | -------------------------------------------------------------- | ------------------------------------------------------------------- | -------------------------------- | --------------------------------------------------------------- |
| 우아네거리                      | 국도 제17호선 국도 제21호선 국도 제26호선 (동부대로) 안덕원로  | 전주시                                                              | 덕진구                           | 국도 제26호선 구간                                              |
| 백자삼거리                      | 원산정길                                                       | 전주시                                                              | 덕진구                           | 국도 제26호선 구간                                              |
| 금상 교차로                     | 금상길 수리재길 원산정안길                                     | 전주시                                                              | 덕진구                           | 국도 제26호선 구간                                              |
| 동전주IC 교차로 (동전주 나들목) | 27호선 순천완주고속도로                                        | 전주시                                                              | 덕진구                           | 국도 제26호선 구간                                              |
| 삼거 교차로 (등용1교)           | 삼거1길 잠평1길                                                | 완주군                                                              | 소양면                           | 국도 제26호선 구간                                              |
| 신교                            |                                                                | 완주군                                                              | 소양면                           | 국도 제26호선 구간                                              |
| 명덕 교차로                     | 소양로 잠평1길                                                 | 완주군                                                              | 소양면                           | 국도 제26호선 구간                                              |
| 황운 교차로                     | 소양로                                                         | 완주군                                                              | 소양면                           | 국도 제26호선 구간 진안 방향 진입 불가 전주 방향 진출 불가      |
| 소양교 황운1교                  |                                                                | 완주군                                                              | 소양면                           | 국도 제26호선 구간                                              |
| 소양 교차로 (소양 나들목)       | 204호선 새만금포항고속도로지선                                 | 완주군                                                              | 소양면                           | 국도 제26호선 구간                                              |
| 마수교                          |                                                                | 완주군                                                              | 소양면                           | 국도 제26호선 구간                                              |
| 해월1 교차로                    | 소양로                                                         | 완주군                                                              | 소양면                           | 국도 제26호선 구간                                              |
| 해월1교                         |                                                                | 완주군                                                              | 소양면                           | 국도 제26호선 구간                                              |
| 해월2 교차로                    | 원해월길                                                       | 완주군                                                              | 소양면                           | 국도 제26호선 구간                                              |
| 화심 교차로 (화심교)            | 국가지원지방도 제55호선 (동상로) 지방도 제749호선 (상관소양로) | 완주군                                                              | 소양면                           | 국도 제26호선 구간 국가지원지방도 제55호선 구간                 |
| 화심리                          | 모래재로                                                       | 완주군                                                              | 소양면                           | 국도 제26호선 구간 국가지원지방도 제55호선 구간                 |
| 보룡고개 (보룡재)               |                                                                | 완주군                                                              | 소양면                           | 국도 제26호선 구간 국가지원지방도 제55호선 구간 해발 410m       |
| 보룡고개 (보룡재)               | 진안군                                                         | 부귀면                                                              |                                  | 국도 제26호선 구간 국가지원지방도 제55호선 구간 해발 410m       |
| 봉암 교차로                     | 진안군                                                         | 부귀면                                                              | 부귀로 운장로 소태정길           | 국도 제26호선 구간 국가지원지방도 제55호선 구간                 |
| 봉암교 거석1교                  | 진안군                                                         | 부귀면                                                              |                                  | 국도 제26호선 구간 국가지원지방도 제55호선 구간                 |
| 거석사거리                      | 진안군                                                         | 부귀면                                                              | 부귀로                           | 국도 제26호선 구간 국가지원지방도 제55호선 구간                 |
| 거석2교                         | 진안군                                                         | 부귀면                                                              |                                  | 국도 제26호선 구간 국가지원지방도 제55호선 구간                 |
| 부귀 교차로                     | 진안군                                                         | 부귀면                                                              | 국가지원지방도 제49호선 (귀상로) | 국도 제26호선 구간 국가지원지방도 제49, 55호선 구간             |
| (가죽재생태통로)                | 진안군                                                         | 부귀면                                                              |                                  | 국도 제26호선 구간 국가지원지방도 제49, 55호선 구간 연장 약 28m |
| 서판사거리                      | 진안군                                                         | 부귀면                                                              | 모래재로                         | 국도 제26호선 구간 국가지원지방도 제49, 55호선 구간             |
| 세동1교 세동2교                 | 진안군                                                         | 부귀면                                                              |                                  | 국도 제26호선 구간 국가지원지방도 제49, 55호선 구간             |
| 연장 교차로 (연장4교)           | 진안군                                                         | 국가지원지방도 제49호선 국가지원지방도 제55호선 (관진로) 거북바위로 | 진안읍                           | 국도 제26호선 구간 국가지원지방도 제49, 55호선 구간             |
| 부곡삼거리 (용대육교)           | 진안군                                                         | 거북바위로 용지동길                                                 | 진안읍                           | 국도 제26호선 구간 진안 방향 진출 불가 전주 방향 진입 불가      |
| (생태통로)                      | 진안군                                                         |                                                                     | 진안읍                           | 국도 제26호선 구간 연장 약 30m                                  |
| 진안 교차로                     | 진안군                                                         | 국도 제30호선 (진무로) 지방도 제795호선 (중앙로) 마이산로           | 진안읍                           | 국도 제26, 30호선 구간                                          |
| 진안육교                        | 진안군                                                         |                                                                     | 진안읍                           | 국도 제26, 30호선 구간                                          |
| 월랑 교차로                     | 진안군                                                         | 진무로                                                              | 진안읍                           | 국도 제26, 30호선 구간                                          |
| 구룡 교차로                     | 진안군                                                         | 국도 제26호선 국도 제30호선 (진장로)                                | 진안읍                           | 국도 제26, 30호선 구간                                          |
| 진장로와 직결                   |                                                                |                                                                     |                                  |                                                                 |

## 주요 건물 및 시설
- 전주문화유산연구원 (전북특별자치도 전주시 덕진구 전진로 32-4)
- 신화보건진료소 (전북특별자치도 완주군 소양면 전진로 1048-6)
- 구진경로당 (전북특별자치도 완주군 소양면 전진로 1058-7)
- 동양초등학교 (전북특별자치도 완주군 소양면 전진로 1059)
- 개활곡새마을회관 (전북특별자치도 진안군 진안읍 전진로 3152-41)
- 활인동마을회관 (전북특별자치도 진안군 진안읍 전진로 3159)